# ديلان جاكوب
ديلان جاكوب (بالإنجليزية: Dylan Jacob)‏ هو شخصية أعمال أمريكي، ولد في 28 أغسطس 1994 في إنديانا في الولايات المتحدة.